# قانون دينجيل-جونسون
قانون دينجيل-جونسون يُطلق عليه أيضًا القانون الفيدرالي للمساعدة في استعادة الأسماك الرياضية هو قانون فيدرالي أمريكي من عام 1950 والذي يخول وزير الداخلية تقديم المساعدة المالية لخطط ومشاريع ترميم الأسماك وإدارتها بالولاية. تم تعديل القانون 11 مرة، آخر مرة في عام 1992.